# 茚洛秦
茚洛秦（商品名：Elen、Noin等）是一种含氮有机化合物，化学式为C14H17NO2，属于茚衍生物，1988至1998年间曾由安斯泰來製藥在日本和韩国作为抗抑郁药销售，用于治疗中風等腦血管疾病相关精神障碍，后因缺乏疗效而退出市场。